# Redundanță (lingvistică)
În lingvistică, termenul redundanță denumește prezența mai mult decât o singură dată a unei informații într-un același enunț. O asemenea informație este dată de o entitate lingvistică (de exemplu un morfem sau un lexem), ori o trăsătură a unei entități lingvistice, de pildă a unui fonem. O asemenea entitate sau trăsătură este calificată ca redundantă dacă prezența ei nu este necesară pentru ca informația să fie clară, adică, în sens lingvistic, pentru a identifica o categorie gramaticală sau o entitate lingvistică.
Termenul a fost preluat din teoria informației. În transmiterea unui mesaj intervin totdeauna diverși factori care o perturbă, numiți cu termenul general de zgomot. În plus, codul prin care se transmite mesajul are constrângerile sale inerente: un număr limitat de semnale, și reguli ce restrâng posibilitățile de combinare a semnalelor de care dispune codul. De aceea, mesajul suferă pierderi de informație, care se pot compensa prin repetarea unor semnale. Existența unor astfel de semnale într-un mesaj constituie redundanța în transmiterea informației.
Din punctul de vedere al transmiterii informației, limbajul natural este tot un cod, un sistem de semne constituite de entitățile lingvistice. Comunicarea prin limbă poate fi și ea perturbată de factori ca zgomotul propriu-zis, defecte de articulare ale vorbitorului, sau de auz ale destinatarului etc. Este, de asemenea, îngreunată de numeroase limitări ale codului lingvistic: frecvența diferită a fonemelor și morfemelor, restricții în secvențele de foneme și morfeme, restricții semantice referitoare la enunțurile plauzibile, de aceea redundanța este uneori necesară și în utilizarea limbii.
Redundanța este una din tendințele general lingvistice, deși se manifestă diferit în funcție de limbi, unele fiind deosebit de sensibile față de anumite categorii gramaticale, pe care le marchează mai redundant decât alte limbi. Există și o tendință generală contrară, cea a economiei, de evitare a redundanței în diverse cazuri, de asemenea diferite de la limbă la limbă. De exemplu, în limbile în care subiectul poate fi inclus, adică clar exprimat de desinențele personale ale predicatului, ca în limba română, se evită exprimarea sa și prin cuvânt aparte, dacă nu trebuie scos în evidență.
Există diferențe cantitative în privința redundanței între aspectul oral și cel scris al limbii. În general, comunicarea orală are un grad mai mare de redundanță, iar cea scrisă reduce necesitatea redundanței. Totuși, în limbi a căror ortografie este preponderent etimologică, aspectul scris al unui enunț poate prezenta un grad mai mare de redundanță decât aspectul său oral.
Redundanța este prezentă în toate domeniile limbii. Uneori este impusă de regulile acesteia, chiar dacă mesajul este clar și fără ea. De pildă, la nivel gramatical, o propoziție ca en  The bird flies prezintă redundanță în exprimarea numărului singular al subiectului, atât la acesta, cât și la predicat, prin acordul acestuia cu subiectul, deși teoretic ar fi posibil să se spună *the bird fly, numărul fiind clar exprimat și așa.

## Redundanța în diverse domenii ale limbii

### În sistemul fonologic
Două foneme, precum /p/ și /b/ se opun, de exemplu în limba engleză, ca în perechea minimală a cuvintelor pin „bold” vs. bin „ladă”, prin câte trei trăsături. Una este calitatea de consoană surdă a lui /p/, respectiv de consoană sonoră a lui /b/, a doua este pronunțarea cu tensiune musculară a lui /p/, respectiv cea fără tensiune musculară, laxă, a lui /b/, iar a treia – caracterul aspirat al lui /p/, respectiv cel neaspirat al lui /b/. Dintre acestea, numai una dintre opoziții este necesară pentru a le distinge ca foneme. S-a stabilit că aceasta este opoziția surdă vs. sonoră, și că față de aceasta, celelalte două opoziții sunt redundante. Totuși, în unele situații, și altă opoziție poate fi mai puțin redundantă, de pildă cea de tensiune în poziție finală a lui /p/ și /b/, ca în cuvintele rip „a rupe” vs. rib „coastă”, sau în contexte situaționale când vorbitorul trebuie să folosească toate trăsăturile disponibile ca să se poată face înțeles. Dacă n-ar exista redundanță fonologică, adică fonemele s-ar opune numai printr-o singură trăsătură, în unele situații s-ar produce confuzii.

### În sistemul gramatical
Și în acest sistem există redundanță în fiecare limbă, adică morfeme redundante. Limbile diferă, printre altele, și prin gradul de redundanță cu care marchează aceeași categorie grammaticală.
În limbile romanice, de exemplu, este marcat în mod mai mult sau mai puțin redundant, în funcție de limbă, genul și numărul (în română și cazul) substantivului, nu numai prin morfemele adăugate acestuia, ci și, în combinațiile sintactice, prin morfemele adăugate determinanților acordați cu el. Numărul subiectului este marcat și prin predicat, iar genul și printr-o parte a predicatului la unele forme compuse ale sale. Exemple:
ro  o actriță talentată (nominativ-acuzativ singular) vs. unei actrițe talentate (genitiv-dativ singular) – genul, numărul și cazul marcate prin desinența substantivului, forma articolului nehotărât și desinența atributului adjectival;
it  una ragazza italiana vs. due ragazze italiane „o fată italiană” vs. „două fete italiene” – genul și numărul marcate prin sufixul de plural al substantivului și al atributului, precum și forma numeralului;
es  un chico alto „un băiat înalt” – genul și numărul marcate prin forma articolului nehotărât și sufixul substantivului și al atributului adjectival; La casa está limpia „Casa este curată” – genul și numărul marcate și prin sufixul de feminin al numelui predicativ, numărul și prin desinența verbului copulativ.
În limba franceză, redundanța în exprimarea genului și a numărului este mai redusă în limba vorbită decât în cea scrisă, din cauza ortografiei, care păstrează litere corespunzătoare unor sunete pronunțate în franceza veche, dar nu și în cea modernă. De pildă, în propoziția Les enfants sont gais „Copiii sunt veseli”, pluralul subiectului are patru mărci scrise, sufixul de plural al subiectului și al numelui predicativ, forma articolului hotărât și a verbului copulativ. În schimb, în pronunție ([lezɑ̃fɑ̃ sɔ̃ gɛ]) sunt prezente numai două mărci ale pluralului (pronunțarea articolului și a verbului copulativ).
Într-o limbă din altă familie, maghiara, redundanța este mai redusă în asemenea construcții, căci adjectivul se acordă în număr ca nume predicativ (a zongora fehér „pianul este alb” → a zongorák fehérek „pianele sunt albe”), dar nu se acordă ca atribut (ex. a fehér zongora „pianul alb” → a fehér zongorák „pianele albe”), iar genul gramatical nu este exprimat deloc.
În altă limbă, engleza, redundanța este și mai redusă în exprimarea genului și a numărului, dat fiind că adjectivul atribut și cel nume predicativ nu se acordă nici în vorbire, nici în scris, ex. a small bottle „o sticlă mică” → small bottles „sticle mici”, The window is broken „Geamul este spart” → The windows are broken „Geamurile sunt sparte».

#### Alte redundanțe în limba română
Câteva cazuri de redundanță deosebesc limba română de celelalte limbi romanice, prin gradul lor mai mare.
S-a constatat, printre altele, că limba română este sensibilă față de determinarea definită, care se manifestă prin redundanța articolelor care s-au creat în această limbă: articolul hotărât propriu-zis, articolul demonstrativ și articolul posesiv, ex. în propoziția L-am văzut pe elevul cel nou al profesorului. La determinarea definită contribuie în unele construcții și adjective pronominale, de exemplu adjectivul posesiv: rochia mea cea nouă (vs. fr  ma robe neuve, numai cu adjectiv posesiv). În română, adjectivul demonstrativ poate fi și postpus substantivului, care este obligatoriu articulat cu articol hotărât, aceasta fiind altă exprimare redundantă a determinării definite, ex. copilul acesta, copilul acela.
Româna este sensibilă și față de categoria numărului, ceea ce determină exprimarea sa redundantă: prin desinența substantivului, la unele substantive și prin alternanțe fonetice, iar, suplimentar, prin forma cuvintelor acordate cu substantivul, ex. Cărțile cele noi ale profesorului sunt primele cu acest subiect, cu opt mărci de număr: sunetele alternative ă în loc de a și ț în loc de t din forma de singular (carte) a subiectului, desinența -i a subiectului, forma articolului hotărât al subiectului, forma articolului demonstrativ cele (folosit facultativ), forma articolului posesiv ale, forma verbului copulativ, desinența -e a numelui predicativ și forma articolului acestuia.
Când substantivul este determinat cu articol nehotărât, categoria cazului este exprimată redundant la genitiv-dativ la ambele cuvinte, ex. unei cărți.
Alt caz de redundanță în română este dublarea, în unele cazuri obligatorie, a complementului direct și a celui indirect, prin anticiparea (cataforă) sau reluarea lor (anaforă) printr-un pronume personal cu formă neaccentuată, a complementului exprimat prin substantiv: pe Ion l-am văzut, lui Ion i-am dat. Dublarea, uneori chiar triplarea, este și un mijloc sintactico-stilistic de reliefare a diferite părți de propoziție și propoziții, ex. Că nu-mi acorzi nicio atenție, asta o știam demult.

### Redundanța lexicală
Unul din tipurile de redundanță lexicală este repetiția, care are valoare stilistică, de intensificare, fiind folosită în vorbirea obișnuită și în opere literare. Exemple:
ro  Mircea însuși mână-n luptă vijelia-ngrozitoare / Care vine, vine, vine, calcă totul în picioare (Mihai Eminescu);
fr  Le mensonge est partout, partout ! „Minciuna e peste tot, peste tot!” (Frații Goncourt);
hu  Most tél van és csend és hó és halál „Acum e iarnă și liniște și nea și moarte” (Mihály Vörösmarty).
Alt tip de redundanță lexicală este pleonasmul. Conform uneia din definițiile sale, este exprimarea repetată a aceleiași informații într-o propoziție, prin folosirea alăturată a unor sinonime, sau a unei sintagme, de obicei compusă din doi termeni, în care un termen suficient singur pentru exprimarea informației include sensul celuilalt, astfel acesta fiind de prisos.
Există mai multe categorii de pleonasme din punctul de vedere al acceptării lor.
Pleonasmul nu este în general admis dacă nu aduce nimic în plus față de exprimarea o singură dată a informației, fiind comis din ignoranță, neglijență sau grabă. Astfel sunt cele din propozițiile N-am cumpărat decât numai flori (sinonime) sau Mijlocașul a pornit un atac agresiv asupra adversarului său (atribut cu sensul inclus în determinatul său). Totuși, unele pleonasme din vorbirea obișnuită, care aduc în plus expresivitate pe lângă exprimarea informației, intensificând exprimarea, sunt generale și acceptate, precum ani de zile, ieși afară!, Mi-a scris scrisoarea cu mâna lui proprie, Am auzit cu urechile mele, Am văzut cu ochii mei. Acesta din urmă este prezent în mai multe limbi, fiind atestat încă din Antichitate:
la  ego oculis meis vidi (Vergilius) „Eu am văzut aceasta cu ochii mei”;
fr  Je l'ai vu de mes propres yeux „Am văzut asta cu ochii mei”;
en  I saw it myself, with my own eyes „Am văzut-o eu însumi, cu proprii mei ochi”;
hu  Látjátok, feleim, szemtekkel, mik vagyunk „Vedeți, semenii mei, cu ochii voștri, ce suntem”.
Alte pleonasme acceptate sunt folosite conștient în literatură și în jurnalism ca figuri de stil, de exemplu epitetul pleonastic: [...] o epocă de rapidități grăbite și de vagi aproximații (Tudor Arghezi).